# ديفيد والتر
ديفيد والتر (بالإنجليزية: David Walter) هو صحفي بريطاني، ولد في 1 فبراير 1948 في نيوكاسل أبون تاين في المملكة المتحدة، وتوفي في 29 مارس 2012 في The Royal Marsden NHS Foundation Trust ‏ في المملكة المتحدة.